# Dolores (Guatemala)
Dolores è un comune del Guatemala facente parte del dipartimento di Petén.